# II liga polska w piłce nożnej (1991/1992)
II liga 1991/1992 – 44. edycja rozgrywek drugiego poziomu ligowego piłki nożnej mężczyzn w Polsce. Wzięło w nich udział 36 drużyn, grając w dwóch grupach systemem kołowym (w trakcie sezonu wycofał się Górnik Wałbrzych). Sezon ligowy rozpoczął się w lipcu 1991, ostatnie mecze rozegrano w czerwcu 1992. Była to pierwsza edycja II ligi po reformie rozgrywek, po której przywrócono dwie grupy tego poziomu rozgrywkowego.

## Drużyny

### Grupa zachodnia
| Uczestnicy poprzedniej edycji | Uczestnicy poprzedniej edycji |
| ----------------------------- | ----------------------------- |
| przegrany baraży o I ligę     |                               |
| Miedź Legnica                 | 4                             |
| pozostałe drużyny             |                               |
| Stilon Gorzów Wielkopolski    | 5                             |
| Raków Częstochowa             | 6                             |
| Polonia Bytom                 | 7                             |
| Szombierki Bytom              | 9                             |
| Górnik Wałbrzych              | 10                            |
| Pogoń Szczecin                | 11                            |

| Lechia Gdańsk              | 12 |
| Odra Wodzisław Śląski      | 14 |
| Zagłębie Wałbrzych         | 16 |
| Awans z III ligi 1990/1991 |    |
| grupa gdańska              |    |
| Bałtyk Gdynia              | 2  |
| grupa katowicka            |    |
| Górnik Pszów               | 1  |
| Naprzód Rydułtowy          | 2  |

| grupa poznańska                |   |
| Warta Poznań                   | 1 |
| grupa szczecińska              |   |
| Chemik Police                  | 1 |
| grupa wrocławska               |   |
| Chrobry Głogów                 | 1 |
| Ślęza Wrocław                  | 2 |
| grupa wrocławska (po barażach) |   |
| Moto Jelcz Oława               | 3 |

### Grupa wschodnia
| Uczestnicy poprzedniej edycji | Uczestnicy poprzedniej edycji |
| ----------------------------- | ----------------------------- |
| przegrany baraży o I ligę     |                               |
| Jagiellonia Białystok         | 3                             |
| pozostałe drużyny             |                               |
| Siarka Tarnobrzeg             | 8                             |
| Resovia                       | 13                            |
| Stal Rzeszów                  | 15                            |
| po barażach                   |                               |
| Korona Kielce                 | 17                            |
| Gwardia Warszawa              | 18                            |

| grupa gdańska                 |   |
| Chemik Bydgoszcz              | 1 |
| grupa gdańska (po barażach)   |   |
| Olimpia Elbląg                | 3 |
| grupa krakowska               |   |
| Wisłoka Dębica                | 1 |
| Sandecja Nowy Sącz            | 2 |
| grupa krakowska (po barażach) |   |
| Cracovia                      | 3 |

| grupa lubelska             |   |
| Avia Świdnik               | 1 |
| Błękitni Kielce            | 2 |
| grupa łódzka               |   |
| GKS Bełchatów              | 1 |
| Boruta Zgierz              | 2 |
| grupa łódzka (po barażach) |   |
| Petrochemia Płock          | 3 |
| grupa warszawska           |   |
| Polonia Warszawa           | 1 |
| Stomil Olsztyn             | 2 |

## Grupa zachodnia
Mistrzowie i wicemistrzowie obu grup uzyskali awans do I ligi, do III ligi spadły zespoły z miejsc 15–18.

### Tabela
| Lp. | Drużyna                    | M  | Z  | R  | P  | Bramki | Bramki | Różn. | Pkt | Uwagi                               |
| --- | -------------------------- | -- | -- | -- | -- | ------ | ------ | ----- | --- | ----------------------------------- |
| 1   | Pogoń Szczecin (M) (A)     | 32 | 18 | 9  | 5  | 43     | 24     | +19   | 45  | Awans do I ligi                     |
| 2   | Szombierki Bytom (A)       | 32 | 17 | 10 | 5  | 57     | 27     | +30   | 44  | Awans do I ligi                     |
| 3   | Miedź Legnica1             | 32 | 17 | 7  | 8  | 51     | 22     | +29   | 41  | Puchar Zdobywców Pucharów • I runda |
| 4   | Górnik Pszów               | 32 | 14 | 9  | 9  | 36     | 32     | +4    | 37  |                                     |
| 5   | Stilon Gorzów Wielkopolski | 32 | 11 | 13 | 8  | 41     | 30     | +11   | 35  |                                     |
| 6   | Raków Częstochowa          | 32 | 13 | 9  | 10 | 45     | 43     | +2    | 35  |                                     |
| 7   | Polonia Bytom              | 32 | 9  | 14 | 9  | 36     | 32     | +4    | 32  |                                     |
| 8   | Lechia Gdańsk              | 32 | 12 | 8  | 12 | 34     | 36     | −2    | 32  |                                     |
| 9   | Ślęza Wrocław              | 32 | 9  | 13 | 10 | 30     | 38     | −8    | 31  |                                     |
| 10  | Naprzód Rydułtowy          | 32 | 12 | 5  | 15 | 36     | 37     | −1    | 29  |                                     |
| 11  | Zagłębie Wałbrzych         | 32 | 10 | 9  | 13 | 25     | 35     | −10   | 29  |                                     |
| 12  | Bałtyk Gdynia              | 32 | 10 | 8  | 14 | 43     | 49     | −6    | 28  |                                     |
| 13  | Warta Poznań               | 32 | 7  | 14 | 11 | 31     | 37     | −6    | 28  |                                     |
| 14  | Chemik Police              | 32 | 7  | 14 | 11 | 25     | 40     | −15   | 28  |                                     |
| 15  | Moto Jelcz Oława (S)       | 32 | 8  | 10 | 14 | 29     | 33     | −4    | 26  | Spadek do III ligi                  |
| 16  | Chrobry Głogów (S)         | 32 | 8  | 8  | 16 | 27     | 45     | −18   | 24  | Spadek do III ligi                  |
| 17  | Odra Wodzisław Śląski (S)  | 32 | 6  | 8  | 18 | 31     | 60     | −29   | 20  | Spadek do III ligi                  |
| –   | Górnik Wałbrzych2 (S)      | 0  | 0  | 0  | 0  | 0      | 0      | 0     | 0   | Drużyna rozwiązana                  |

Uwagi: Górnik Wałbrzych wycofał się z rozgrywek po rundzie jesiennej, jego wyniki zostały anulowane. W 1991 r. w I lidze grupie zachodniej występowały aż trzy drużyny z Wodzisławia Śląskiego: Odra, Górnik i Naprzód. Górnik Pszów uczestniczył w rozgrywkach jako Górnik Pszów Wodzisław Śląski, gdyż Pszów w latach 1975-1994 był dzielnicą Wodzisławia Śląskiego. Podobna sytuacja miała miejsce z Naprzodem Rydułtowy, który do 31 grudnia 1991 r. występował pod nazwą Naprzód Rydułtowy Wodzisław Śląski.

### Najlepsi Strzelcy
| Gole | Strzelcy                      | Drużyny                    |
| ---- | ----------------------------- | -------------------------- |
| 21   | Bogusław Cygan                | Szombierki Bytom           |
| 20   | Daniel Dyluś                  | Miedź Legnica              |
| 15   | Robert Dymkowski              | Pogoń Szczecin             |
| 15   | Zenon Burzawa                 | Stilon Gorzów Wielkopolski |
| 13   | Hubert Szewczyk               | Górnik Pszów               |
| 12   | Zenon Lissek                  | Szombierki Bytom           |
| 12   | Waldemar Żebrowski (ur. 1963) | Raków Częstochowa          |
| 12   | Grzegorz Borawski             | Naprzód Rydułtowy          |
| 10   | Sławomir Świstek              | Szombierki Bytom           |
| 10   | Daniel Kapinos                | Polonia Bytom              |
| 10   | Ryszard Wieczorek             | Odra Wodzisław Śląski      |

## Grupa wschodnia

### Tabela
| Lp. | Drużyna                   | M  | Z  | R  | P  | Bramki | Bramki | Różn. | Pkt | Uwagi              |
| --- | ------------------------- | -- | -- | -- | -- | ------ | ------ | ----- | --- | ------------------ |
| 1   | Siarka Tarnobrzeg (M) (A) | 34 | 16 | 12 | 6  | 46     | 25     | +21   | 44  | Awans do I ligi    |
| 2   | Jagiellonia Białystok (A) | 34 | 17 | 9  | 8  | 53     | 28     | +25   | 43  | Awans do I ligi    |
| 3   | Stal Rzeszów              | 34 | 15 | 13 | 6  | 44     | 28     | +16   | 43  |                    |
| 4   | Boruta Zgierz             | 34 | 17 | 8  | 9  | 42     | 27     | +15   | 42  |                    |
| 5   | Chemik Bydgoszcz          | 34 | 15 | 10 | 9  | 49     | 37     | +12   | 40  |                    |
| 6   | Błękitni Kielce           | 34 | 13 | 12 | 9  | 32     | 20     | +12   | 38  |                    |
| 7   | Polonia Warszawa          | 34 | 14 | 10 | 10 | 49     | 41     | +8    | 38  |                    |
| 8   | Avia Świdnik              | 34 | 12 | 14 | 8  | 37     | 35     | +2    | 38  |                    |
| 9   | GKS Bełchatów             | 34 | 11 | 14 | 9  | 31     | 29     | +2    | 36  |                    |
| 10  | Petrochemia Płock         | 34 | 11 | 13 | 10 | 32     | 25     | +7    | 35  |                    |
| 11  | Resovia                   | 34 | 13 | 8  | 13 | 45     | 38     | +7    | 34  |                    |
| 12  | Stomil Olsztyn            | 34 | 11 | 10 | 13 | 38     | 45     | −7    | 32  |                    |
| 13  | Korona Kielce             | 34 | 12 | 7  | 15 | 38     | 38     | 0     | 31  |                    |
| 14  | Wisłoka Dębica            | 34 | 8  | 14 | 12 | 27     | 37     | −10   | 30  |                    |
| 15  | Gwardia Warszawa (S)      | 34 | 9  | 11 | 14 | 38     | 50     | −12   | 29  | Spadek do III ligi |
| 16  | Olimpia Elbląg (S)        | 34 | 8  | 7  | 19 | 26     | 61     | −35   | 23  | Spadek do III ligi |
| 17  | Sandecja Nowy Sącz (S)    | 34 | 5  | 9  | 20 | 27     | 54     | −27   | 19  | Spadek do III ligi |
| 18  | Cracovia (S)              | 34 | 4  | 9  | 21 | 26     | 62     | −36   | 17  | Spadek do III ligi |

- W rundzie jesiennej oraz w poprzednim sezonie Petrochemia Płock występowała pod nazwą Wisła Płock

### Najlepsi Strzelcy
| Gole | Strzelcy                 | Drużyny               |
| ---- | ------------------------ | --------------------- |
| 16   | Andrzej Michalczuk       | Chemik Bydgoszcz      |
| 15   | Andrzej Głowacki         | Avia Świdnik          |
| 13   | Janusz Szugzda           | Jagiellonia Białystok |
| 13   | Grzegorz Wędzyński       | Polonia Warszawa      |
| 13   | Cezary Baca              | Stomil Olsztyn        |
| 11   | Jacek Płuciennik         | Boruta Zgierz         |
| 11   | Jarosław Zając           | Błękitni Kielce       |
| 11   | Grzegorz Wilk (ur. 1969) | Resovia Rzeszów       |
| 11   | Grzegorz Szeliga         | Gwardia Warszawa      |
| 10   | Andrzej Kobylański       | Siarka Tarnobrzeg     |
| 10   | Janusz Prucheński        | Stomil Olsztyn        |

Klasyfikacje na podstawie źródła: